# Đuro Dulić
Đuro Dulić (Bajmak, 15. prosinca 1912. – Beograd, 29. srpnja 2006.), bio je partizan, general-potpukovnik JNA i nositelj naslova narodnog heroja Jugoslavije. Rodom je bački Hrvat.

## Životopis
Rodio se 1912. u Bajmaku. Osnovnu školu je pohađao u Bajmaku. Gimnaziju je pohađao u Somboru. Školu nije završio do kraja, jer se zbog loših imovinskih neprilika morao vratiti kući. Potom je radio kao nadničar te činovničke poslove u općini. 
Vojsku je služio u Novom Sadu gdje ga je 1941. zatekao rat. Odmah je pristupio NOVJ-u. Bio je političkim komesarom Gučevskega bataljuna. Zapovijedao je bataljunom 12. slavonske brigade, bio je zamjenikom zapovjednika 16. omladinske brigade, operativni častik 34. divizije, zapovjednik Baško-baranjske operativne zone te zamjenik zapovjednika 51. divizije te zapovjednik 12. divizije.
Nakon rata završio je Vojnu akademiju M. V. Frunze u SSSR-u i Višu vojnu akademiju JNA u Beogradu.
Nosio je čin general-potpukovnika. 

## Odličja
- nositelj Partizanske spomenice 1941.
- Orden narodnog heroja
- Red ratne zastave
- Orden bratstva i jedinstva